# زانکت یوهان (ماین-کبلنتس)
زانکت یوهان (به آلمانی: Sankt Johann) یک شهر در آلمان است که در ماین-کبلنتس واقع شده‌است. زانکت یوهان ۹۵۳ نفر جمعیت دارد.